# OK Financial Group Okman Volleyball Club
L'OK Financial Group Okman Volleyball Club (in coreano OK금융그룹 읏맨 프로배구단) è una società pallavolistica maschile sudcoreana, con sede ad Ansan: milita nel campionato sudcoreano di V-League; il club è di proprietà dell'azienda OK Financial Group.

## Palmarès
- Campionato sudcoreano: 2

2014-15, 2015-16
- Coppa KOVO: 1

2023
- V.League Top Match: 1

2015

## Rosa 2023-2024
| N° | Nome                 | Ruolo | Data di nascita   | Nazionalità sportiva |
| -- | -------------------- | ----- | ----------------- | -------------------- |
| 1  | Park Seung-su        | S     | 30 gennaio 2002   | Corea del Sud        |
| 2  | Kwak Myoung-woo      | P     | 8 aprile 1991     | Corea del Sud        |
| 3  | Jung Seong-hyun      | L     | 18 maggio 1991    | Corea del Sud        |
| 4  | Kim Ung-bi           | S     | 1º dicembre 1997  | Corea del Sud        |
| 5  | Kim Kun-woo          | S     | 22 maggio 2002    | Corea del Sud        |
| 6  | Lee Min-kyu          | P     | 3 dicembre 1992   | Corea del Sud        |
| 7  | Jo Guk-gi            | L     | 11 marzo 1989     | Corea del Sud        |
| 8  | Cha Ji-hwan          | S     | 9 maggio 1996     | Corea del Sud        |
| 9  | Kang Jeong-min       | P     | 17 febbraio 2002  | Corea del Sud        |
| 10 | Bu Yong-chan         | L     | 27 dicembre 1989  | Corea del Sud        |
| 11 | Park Won-bin         | C     | 7 aprile 1992     | Corea del Sud        |
| 12 | Jun Byeong-sun       | O     | 25 aprile 1992    | Corea del Sud        |
| 13 | Leonardo Leyva       | S     | 23 marzo 1990     | Cuba                 |
| 14 | Song Hui-chae        | S     | 29 aprile 1992    | Corea del Sud        |
| 15 | Lee Jin-seong        | S     | 11 agosto 2000    | Corea del Sud        |
| 16 | Jin Sang-heon        | C     | 22 aprile 1986    | Corea del Sud        |
| 17 | Park Chang-seong     | C     | 21 settembre 1998 | Corea del Sud        |
| 18 | Park Sung-jin        | S     | 25 gennaio 2000   | Corea del Sud        |
| 20 | Shin Ho-jin          | O     | 26 febbraio 2001  | Corea del Sud        |
| 22 | Park Tae-seong       | P     | 9 aprile 2001     | Corea del Sud        |
| 23 | Lee Jae-seo          | L     | 14 gennaio 2001   | Corea del Sud        |
| 99 | Batsükh Bayarsaikhan | C     | 12 agosto 1998    | Mongolia             |

## Denominazioni precedenti
- 2013-2014: Rush & Cash Vespid Volleyball Club (러시앤캐시 베스피드 배구단)
- 2014-2020: OK Savings Bank Rush & Cash Volleyball Club (OK저축은행 러시앤캐시 배구단)